# Малко Търново
Ма̀лко Тъ̀рново е град в Югоизточна България близо до границата с Турция и център на едноименната община в област Бургас. По данни на ГРАО към 15 юни 2024 г. в града живеят 1909 души по настоящ адрес и 2070 души по постоянен адрес.

## География
Малко Търново се намира в централната част на Странджа планина. През града минава европейският път E87. В непосредствена близост (на 9 км) е ГКПП Малко Търново. Градът се намира на 56 км от Царево и на 74 км от областния център Бургас.

### Климат
| Климатични данни за Малко Търново (1971 г. – ) | Климатични данни за Малко Търново (1971 г. – ) | Климатични данни за Малко Търново (1971 г. – ) | Климатични данни за Малко Търново (1971 г. – ) | Климатични данни за Малко Търново (1971 г. – ) | Климатични данни за Малко Търново (1971 г. – ) | Климатични данни за Малко Търново (1971 г. – ) | Климатични данни за Малко Търново (1971 г. – ) | Климатични данни за Малко Търново (1971 г. – ) | Климатични данни за Малко Търново (1971 г. – ) | Климатични данни за Малко Търново (1971 г. – ) | Климатични данни за Малко Търново (1971 г. – ) | Климатични данни за Малко Търново (1971 г. – ) | Климатични данни за Малко Търново (1971 г. – ) |
| Месеци                                         | яну.                                           | фев.                                           | март                                           | апр.                                           | май                                            | юни                                            | юли                                            | авг.                                           | сеп.                                           | окт.                                           | ное.                                           | дек.                                           | Годишно                                        |
| Средни максимални температури (°C)             | 2,8                                            | 4,3                                            | 9,7                                            | 14,2                                           | 19,9                                           | 24,9                                           | 27,2                                           | 28,6                                           | 21,9                                           | 15,5                                           | 10,7                                           | 5,1                                            | 16,1                                           |
| Средни температури (°C)                        | −1,1                                           | 1,7                                            | 4,2                                            | 10,3                                           | 14,5                                           | 19,8                                           | 21,1                                           | 22,9                                           | 16,3                                           | 11,4                                           | 6,2                                            | 1,8                                            | 11,2                                           |
| Средни минимални температури (°C)              | −3,1                                           | −1                                             | 0,1                                            | 3,8                                            | 8,4                                            | 12,6                                           | 15,9                                           | 16,5                                           | 12,5                                           | 6,7                                            | 2,6                                            | −1,1                                           | 5,4                                            |
| Средни месечни валежи (mm)                     | 39                                             | 50                                             | 65                                             | 49                                             | 51                                             | 51                                             | 28                                             | 30                                             | 52                                             | 63                                             | 68                                             | 61                                             | 607                                            |
| ---------------------------------------------- | ---------------------------------------------- | ---------------------------------------------- | ---------------------------------------------- | ---------------------------------------------- | ---------------------------------------------- | ---------------------------------------------- | ---------------------------------------------- | ---------------------------------------------- | ---------------------------------------------- | ---------------------------------------------- | ---------------------------------------------- | ---------------------------------------------- | ---------------------------------------------- |
| Източник: Stringmeteo.com                      |                                                |                                                |                                                |                                                |                                                |                                                |                                                |                                                |                                                |                                                |                                                |                                                |                                                |

Климатът на Малко Търново е планински и черноморски.

## История

### Античност и Средновековие
Първото селище на мястото на днешно Малко Търново е тракийско. При византийския император Константин местността се развива културно и икономически поради близостта си със столицата на Византия, Константинопол.

### Османски период
Жителите на град Малко Търново и селищата от региона са потомци на старо българско население. В отколешно време те са живеели в малки селища и колибарски поселения около днешното Малко Търново. Това се потвърждава от наличните документи и научни изследвания. За това свидетелстват и наименованията на местностите в района, както и типично българските кръщелни имена, съхранени в запазените църковни регистри. Независимо от миграционните процеси етнодемографският състав на населението в Малко Търново и района си остава чисто български.
Днешният град е създаден в края на 16 и началото на 17 век.
В първата половина на 19 век населението на града достига 3500 жители. Основният поминък са овцевъдството и занаятите, свързани с него, както и добивът на мрамор.
В началото на 19 век в Малко Търново е открито килийно училище, през 1840-те години – светско, а тридесет години по-късно – и девическо.
В 19 век Малко Търново е част от Визенската кааза на Одринския вилает на Османската империя. Според „Етнография на вилаетите Адрианопол, Монастир и Салоника“, издадена в Константинопол в 1878 година и отразяваща статистиката на населението от 1873, Търново (Tirnovo) е градче с 1400 домакинства и 5860 жители българи.
След сключването на Берлинския договор градът остава в пределите на Османската империя.
През 1902 г. в града е открит салон за театрални представления.
При потушаването на Илинденско-Преображенското въстание през 1903 година Малко Търново силно пострадва. Градът брои около 1200 къщи, повечето от които са ограбени, повече от 5000 жители са принудени да избягат, убити са 18 души, в градчето остава само един от тримата свещеници. То никога не се възстановява демографски от удара.
От 25 октомври 1913 г. Малко Търново е в територията на България.
С Решение № 378, прието с Протокол № 35/30.11.2018 г. от Общински съвет – Малко Търново, 25 октомври е обявен за празничен и неприсъствен на територията на Община Малко Търново.

### Развитие през социализма
През 1980-те Малко Търново се развива значително след предприета инициатива за превръщане на Странджа-Сакар в „Република на младостта“. След специално прието Решение на Политбюро на ЦК на БКП „За ускорено социално-икономическо развитие на селищните системи от 4-ти и 5-и функционален тип, от граничните райони и в Странджанско-Сакарския край“ от 27 април 1982 година в града е отворен голям цех за козметика, поделение на „Арома“-София, а година по-късно е открит филиал на института по техническа кибернетика и роботика към БАН.

## Население
Численост на населението според преброяванията през годините:
| \| Година на преброяване \| Численост \| \| --------------------- \| --------- \| \| 1934 \| 3644 \| \| 1946 \| 3311 \| \| 1956 \| 3744 \| \| 1965 \| 4804 \| \| 1975 \| 4233 \| \| 1985 \| 4099 \| \| 1992 \| 3831 \| \| 2001 \| 2946 \| \| 2011 \| 2447 \| \| 2021 \| 1658 \| |           |
| Година на преброяване | Численост |
| 1934 | 3644      |
| 1946 | 3311      |
| 1956 | 3744      |
| 1965 | 4804      |
| 1975 | 4233      |
| 1985 | 4099      |
| 1992 | 3831      |
| 2001 | 2946      |
| 2011 | 2447      |
| 2021 | 1658      |

Етническият състав включва 1990 българи и 140 цигани.

## Политика

### Кмет
Кмет на община Малко Търново от 2011 г. е Илиян Янчев.

### Общински съвет
Председател на Общинския съвет на Малко Търново е Красимир Стефанов.

### Икономика
След края на социалистическата епоха в България Малко Търново понася тежко ударите на прехода към пазарна икономика.
Преди 1990 г. там се развива минно дело, има и обогатителна фабрика, завод за електроника, строително предприятие, дърводобив, животновъдство, завод за битова химия и козметика и др.
Днес гореупоменатите отрасли в града не работят, което води до повишена безработица и миграция на младото население към големите български градове, както и в чужбина.

## Образование

### СУ „Васил Левски“
Малкотърновското училище има над 180 годишна история. Правоприемник е на килийното училище, което е открито през 1835 година. През 1861 – 62 година отваря врати българско начално училище. Първи гимназиален клас е открит с Указ № 126 на цар Борис ІІІ през учебната 1920 – 1921 година. През периода на дългото си съществуване гимназията е средище на просвета за целия Странджански край. През учебната 1944/45, в училището се обучават 403 ученици, а през учебната 1973 – 1974 година, вече се обучават 789 ученици. От учебната 2006/2007 година в училището е разкрита професионална паралелка по професията „Техник-лесовъд“ – ІІІ СПК, специалност „Горско и ловно стопанство“, в която се обучават ученици от VІІІ до ХІІ клас. Със Заповед № 547 от 04.09.2008 г. на Министерския съвет на Република България под № 43 Малкотърновската гимназия е определена за защитено училище.

## Забележителности
В околността на Малко Търново се намират следните забележителности от Стоте национални туристически обекта на Български туристически съюз: № 6 – Историческа местност Петрова нива, денонощно, има печат; Исторически музей – Малко Търново, ул. „Константин Петканов“ № 1, лятно работно време (VI-IX): 8:00 – 17:00 ч. без почивен ден; събота и неделя с обедна почивка от 12:00, има печат.
В Малко Търново и околностите му се намират множество археологически находки от особена важност, свързани с траките. Според редица известни изследователи на това място съществува селище от дълбока древност, за което предполагат откритите находки от различни епохи. Много интересни за посетителите са двете куполни тракийски гробници край града. Строени от прецизно обработени мраморни блокове, те са произведение на тракийското монументално строителство от 5 – 3 век пр.н.е., представящи погребалните обичаи на аристокрацията. Археологическите находки показват, че гробните съоръжения са използвани и в римската епоха със същата цел. Първата разкопана, документирана и публикувана тракийска култова сграда (гробница) под могилен насип в българска територия на Странджа е тази в местността Пропада, на 5 км северозападно от града. Тя е построена на върха на невисок хълм и дава началото на некропол от 40 могили. При проучването на две от тях през 2001 г. са открити две нови интересни родови гробници от римската епоха. Много впечатляваща и внушителна е гробницата в местността Мишкова нива, на 13 км югозападно от града. Използвана е като хероон (гробница на митично или реално съществуващ цар жрец или герой) или като мавзолей на знатен тракийски владетел, тя се отнася към 5 – 3 век пр.н.е. – разцветът на тракийската култура.
Целият район около Малко Търново е осеян с долмени, некрополи, гробници и древни светилища, които заслужават да бъдат видени.

### Музеи
Градът има три музея – археологически, исторически и природонаучен.
В Историческия музей са представени 5 експозиции, разположени в три странджански възрожденски къщи: археология, нова и най-нова история, иконна живопис, етнография и природа.

### Храмове
На територията на града се намират два християнски храма. Православната църква „Успение Богородично“ е разположена в центъра на Малко Търново. Построена е на мястото на стара църква, датирана от 1754 година. Един от първите изследователи на Малкотърновския край Стоян Шивачев съобщава за 7 – 8 развалини на много стари църкви в града и околностите му. Такива е имало над Чукарката при Мечовата лизганица, именувана „Свети Георги“, при Малкия врис, а също и в местността Пряслоп. Най-старата църквица се намирала на мястото на днешната. През 2018 г. църквата е обявена за паметник на културата с местно значение.
Църквата е изградена според местните традиции от ломен камък. В зидовете ѝ са вградени антични фронтони, извадени от тракийските и римски светилища в града и околностите. В храма са описани над 160 икони от местни майстори, отразяващи развитието на иконописната школа в Странджа.
През дълголетната си история църквата се е борила за опазване и утвърждаване на българската народност и духовност. Благодарение на усилията на православната и католическата църкви, българското население в Малкотърновско и Странджа е било спасено от погърчване и потурчване.
Вторият храм е източнокатолическата църква „Света Троица“.
През 1868 година католиците в Малко Търново изграждат първата си църква „Св. Петка“. При разкопаването за основите ѝ са намерени следи от древно езическо светилище. Църковната сграда била градена от камък и обикновена кал.
Около 1928 година стените на църковната сграда започват да се рушат и на 10 август 1931 година се полага основният камък на настоящата енорийска църква „Света Троица“.
Олтарните икони, олтарът и църковната утвар са пренесени от Одрин, от българската църква „Св. св. Кирил и Методий“, строена средата на XIX век.
Една от най-ценните одрински реликви е чудотворната икона на Богородица, наричана тук Покровителка на единството между християните. Преминала преди повече от век цяла Европа, след 21 години в Одрин тя е пренесена в България – в Стара Загора, и впоследствие остава в Малко Търново. На 25 май 2002 при визитата си в България Папа Йоан Павел II коронясва иконата от Малко Търново.
Параклисът на малкотърновската Света Богодорица е обявен за светилище на Католическата църква в България. Стотици поклонници от страната и чужбина идват да се помолят в храма „Света Троица“.
Като израз на уважение и спомен в параклиса на светилището е сложена „пиюска“ – бялата шапчица, с която папа Йоан Павел II е обиколил българската земя.

### Култура
Народно читалище „Георги Попаянов 1914“ е устойчива културна институция със специфична мисия за съхранение и развитие на нематериалното културно наследство на града и региона. То има завоювана позиция за работа в полза и в подкрепа на общността. Читалището се уповава на своите корени като национална, социална, културна, образователна и информационна организация и отговаря на предизвикателствата на новото време. Природата и интензивния културен живот през пролетните и летните месеци, са причина градът да се посещава от много хора, предимно млади. Читалището предлага своите зали, читалня, салон, библиотека за провеждането на културни мероприятия и съдейства за популяризирането на културно – историческото наследство. Към читалището работят следните самодейни състави, школи и клубове: Състав за изворен фолклор „Филек“, Състав за стари градски песни „Старата липа“, Състав за художествено слово „Аз Буки Веди“, Детска театрална група „Убастия“, Школа по изобразително изкуство, Клуб „Млад приятел на книгата“. В читалището функционират занаятчийски работилници, представящи килимарството, дърводелството и кошничарството от района на Малко Търново. Читалище „Георги Попаянов 1914“ печели и реализира много проекти към различни организации.

### Природа
В някогашното хвостохранилище на флотационната фабрика на около 0,5 km северозападно от града с обща площ около 760 дка са установени 92 вида гръбначни животни – удивително биологично разнообразие на такъв малък по площ участък със засилено антропогенно въздействие. През 2000 г. там за последен път е наблюдаван египетски лешояд (Neophron percnopterus) в Странджа. След това видът изчезва и не е наблюдаван никъде в района.

### Редовни събития
- Летен университет или експедиция „Странджа планина и нейната роля в преноса на цивилизации изток – запад“, ежегодно организиран от Нов български университет, Софийски университет и Югозападен университет, с любезното съдействие на община Малко Търново и община Къркларели (Турция).
- Фестивал на занаятите „По Малкотърновски – от извора на Странджа“, в края на юли.
- Летни културни празници, последната седмица на август, провеждат се от 1992 година. През 2020 г. за първи път не се провеждат, заради пандемията от коронавирус.

### Ишмер (рецепта в Уикикниги)
Безсолно прясно краве, козе или овче сирене се оставя малко да прокисне. Поставя се в дълбок съд и се слага на огъня. Постоянно се бърка с дървена лъжица. Когато започне да се отделя масло, поръсва се царевично брашно, като бъркането продължава. Брашно се слага дотогава, докато попие всичката отделена мазнина. Когато стане бяла еднородна маса, се сваля от огъня. Добре приготвеният ишмер става на конци, когато се гребне с вилицата. Консумира се топъл. По желание може да се поръси със захар.

## Други
На Малко Търново е наречена улица в Центъра на София (Карта).